# Mathieu Smedts

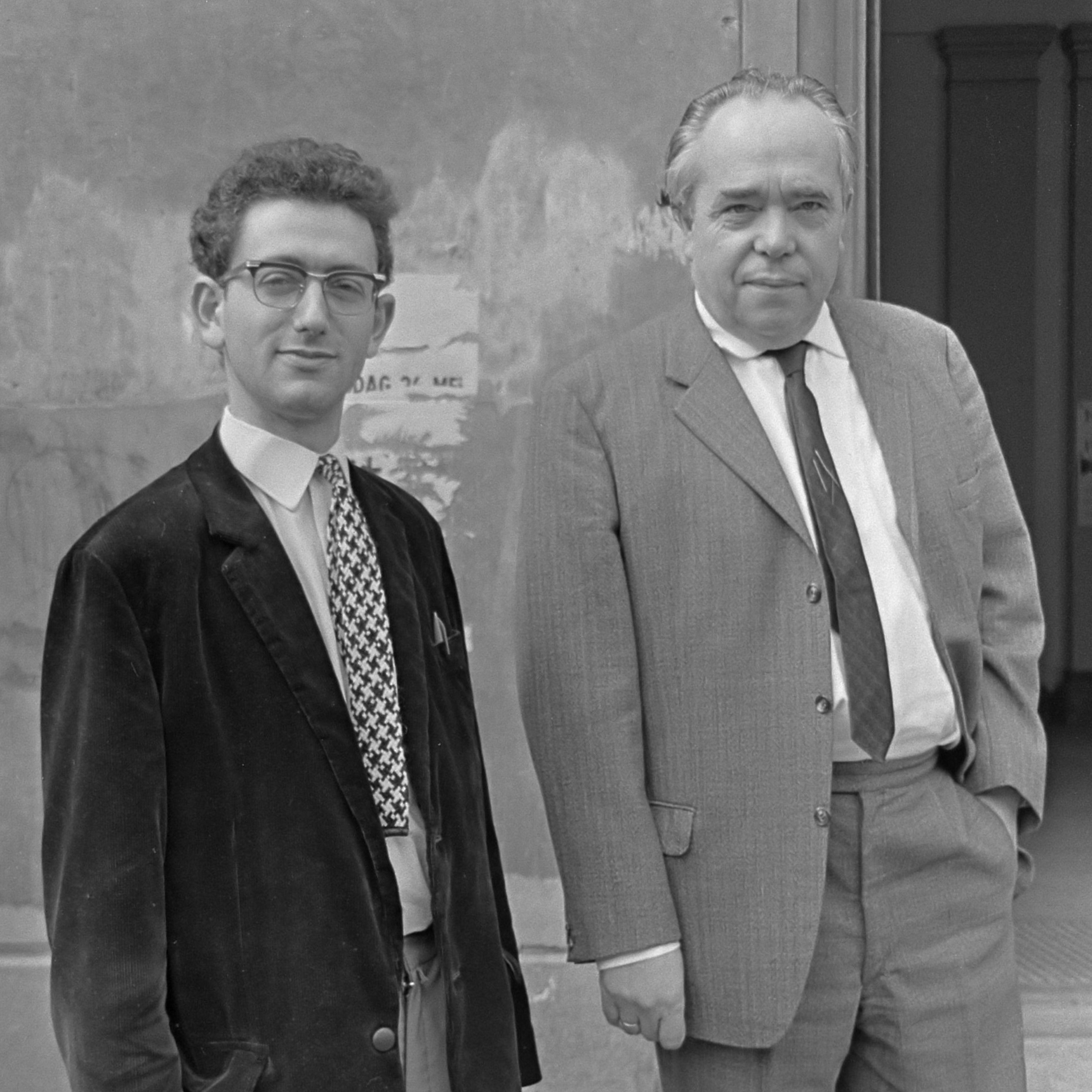
Martin van Amerongen und Mathieu Smedts (1967)

Peter Mathijs „Mathieu“ Smedts (* 26. Mai 1913 in Helden-Grashoek; † 11. August 1996 in Amsterdam) war ein niederländischer Journalist und Autor. Er war von 1955 bis 1969 Chefredakteur der politischen Wochenzeitung Vrij Nederland.

## Leben
Smedts wuchs innerhalb einer großen Familie in bescheidenen Verhältnissen auf. Aus der katholischen Provinz Limburg stammend sollte er zunächst Priester werden, schied jedoch aufgrund seiner Eigensinnigkeit nach einem Jahr aus dem Priesterseminar aus. Im Anschluss daran studierte Smedts Anglistik an der Katholischen Universität (heute Radboud-Universität) Nimwegen und ließ sich anschließend innerhalb von zwei Jahren in London zum Journalisten ausbilden. Hier begegnete er Joop Lücker, dem späteren Chefredakteur von de Volkskrant, mit dem er, trotz einer späteren jahrelangen Unterbrechung, bis zu dessen Lebensende befreundet blieb. Während der Londoner Zeit war Smedts bereits Korrespondent für verschiedene Limburger Zeitungen.
Im Anschluss an seine Ausbildung arbeitete Smedts für kurze Zeit für die US-amerikanische Nachrichtenagentur United Press, anschließend für die Schweizer Nachrichtenagentur SPT. Nach dem Ausbruch des Zweiten Weltkriegs war Smedts Teil des Widerstands und half bei der Flucht untergetauchter Juden und alliierter Piloten. In Belgien verraten, wurde er im November 1942 verhaftet und anschließend zum Tode verurteilt. Einige aufgefundene, von Smedts an eine Deutsche gerichtete Liebesgedichte retteten ihm das Leben, er brachte die folgende Zeit bis zum Kriegsende als ein vom Nacht-und-Nebel-Erlass betroffener Gefangener in verschiedenen Gefängnissen zu.
Nach dem Krieg wurde Smedts von Lücker in die neu formierte Redaktion der katholischen Volkskrant geholt, die seit 1941 nicht mehr erschienen war, und dort zunächst Redaktionsleiter. Da er dort einen schweren Stand hatte, verließ er nach einem Jahr die Zeitung und wurde kurzzeitig Chefredakteur von der Gazet van Limburg. Lücker holte ihn jedoch als Korrespondent in London zurück, wo er in dieser Funktion bis 1955 für de Volkskrant tätig war. Als „widerborstiger Katholik“ lag Smedts nicht immer mit seiner Zeitung auf einer Linie, ein bischöflicher Hirtenbrief verleitete ihn schließlich dazu, das Angebot der kränkelnden Wochenzeitung Vrij Nederland dort Chefredakteur zu werden anzunehmen. Smedts band eine Reihe von journalistischen Größen an das Blatt und schaffte die Kehrtwende. Obwohl Lücker ihm zunächst den Wechsel zu Vrij Nederland übelgenommen und Smedts die Freundschaft aufgekündigt hatte, erneuerte er die Freundschaft, nachdem er 1964 bei de Volkskrant seinen Abschied einreichen musste.
1969 kam es zum Ende von Smedts Zeit als Chefredakteur von Vrij Nederland. Joop van Tijn, ein Redakteur der Zeitung und 1991 schließlich einer der Nachfolger von Smedts, hatte über die Kündigung der Redakteurin Hora Adema durch ihre Zeitung Het Parool berichtet. Het Parool-Direktor van Norden, der im Stiftungsrat des Herausgebers von Vrij Nederland „Weekbladpers“ saß, verlangte daraufhin eine Entschuldigung, die Smedts in der folgenden Woche auf der Vorderseite abgab. Daraufhin kam es zur Kündigung der gesamten Redaktion von Vrij Nederland. Diese wurde nach einer Vermittlung zwar abgewendet, doch Smedts zog aus dem Vorfall seine Konsequenzen und trat zum 1. März zurück. Smedts blieb weiterhin als Freier Mitarbeiter bis 1978 für Vrij Nederland tätig und lieferte für Het Vrije Volk unter anderem Reportagen aus den USA. 1972 zog er mit seiner zweiten Frau in das französische Bergdorf Sospel, kehrte jedoch 1993 nach Amsterdam zurück, wo er seine letzten Lebensjahre verbrachte.

## Werke
- Australië. Nieuw Vaderland, Het Parelsnoer, Voorhout 1955
- Geen tabak, geen hallelujah. Het leven van de laatste mensen uit de steentijd, Foreholte, Voorhout 1955
- Den vaderland getrouwe: Een boek over oorlog en verzet, De Arbeiderspers, Amsterdam 1962
- Italie: Land, Volk, Cultuur, Het Wereldvenster, Baarn 1963
- Engeland: Land, Volk, Cultuur, Het Wereldvenster, Baarn 1964
- De lange nacht (mit Cees Troost), De Arbeiderspers, Amsterdam 1965
- Een weerbarstig katholiek, Ambo, Utrecht 1966
- De grote kater (machtig/onmachtig Amerika), Het Wereldvenster, Baarn 1971
- Leven als God in Frankrijk, Het Wereldvenster, Baarn 1972
- Waarheid en leugen in het verzet, Corrie Zelen, Maasbree 1978

## = Weblinks
=
- International Institute of Social History (niederländisch)

| Personendaten    | Personendaten                                                    |
| ---------------- | ---------------------------------------------------------------- |
| NAME             | Smedts, Mathieu                                                  |
| ALTERNATIVNAMEN  | Smedts, Peter Mathijs                                            |
| KURZBESCHREIBUNG | niederländischer Journalist, Chefredakteur, Autor und Übersetzer |
| GEBURTSDATUM     | 26. Mai 1913                                                     |
| GEBURTSORT       | Helden-Grashoek                                                  |
| STERBEDATUM      | 11. August 1996                                                  |
| STERBEORT        | Amsterdam                                                        |